# Georg Brunsig von Brun
Georg Wilhelm Friedrich Brunsig noble von Brun (né le 8 novembre 1789 à Sankt Goar et mort le 9 décembre 1858 à Görlitz) est un général d'infanterie prussien.

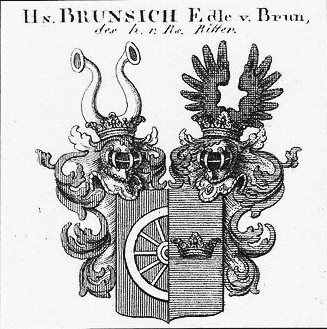
Armoiries des seigneurs Brunsich, nobles de Brun

## Biographie

### Origine
Georg Brunsig von Brun est issu d'une famille arrivée à Peine du Haut-Palatinat vers 1550, où elle ne s'appelle plus « von Brun », mais d'abord « Brunsius », puis « Brunsich ». Elle fournit des fonctionnaires et des officiers de l'électeur de Hanovre et obtient en 1752 la confirmation de l'anoblissement impérial pour le conseiller secret de Mecklembourg-Strelitz Hartwig Heinrich Brunsich, directeur général des postes, ministre plénipotentiaire, locataire de la monnaie, avec l'anoblissement de chevalier impérial et le prédicat « noble de Brun ». Son neveu Heinrich Wilhelm Brunsich (1699-1787), bailli hanovrien de Nienover, reçoit une confirmation impériale de noblesse avec le titre de « von Brun » en 1780. Georg est le fils du capitaine hessois Nikolaus Adam Wilhelm Brunsig Edler von Brun et de son épouse Karoline, née Wachter. Nikolaus Adam Wilhelm est le petit-fils de Heinrich Wilhelm Brunsich, qui reçoit son diplôme de noblesse en 1780.

### Carrière militaire
Brun entre au service de la Hesse en 1799, est employé dans le régiment de son père et est promu sous-lieutenant en 1806. Après la guerre de la Quatrième Coalition et la dissolution de l' armée électorale de Hesse, Brun rejoint l'armée westphalienne et sert comme premier lieutenant dans le 1re régiment de ligne en 1809 et participe aux batailles contre Schill à Dobendorf (de), Brunswick et Nossen. En août 1810, il est promu capitaine du 8e régiment d'infanterie. À ce titre, Brun participe à la bataille de la Moskova en 1812 lors de la campagne de Russie. Pendant la retraite, il reste malade à Königsberg et, après sa guérison, rejoint la Légion russo-allemande. Il participe au siège de Hambourg, combat à Sehested, sur la Göhrde et à Vellahn. Pour Sehestedt, Brun reçoit l'ordre de Saint-Vladimir de 4e classe.
La légion forme le 31e régiment d'infanterie de l'armée prussienne et Brun est employé dans cette unité le 31 mars 1815 comme capitaine et commandant de compagnie avec un brevet daté du 7 avril 1813. Il est blessé lors de la bataille de Wavre et reçoit la croix de fer de 2e classe. Après l'accord de paix, il s'installe en garnison à Nordhausen, où il y a une dispute avec son commandant de bataillon von Natzmer. Brun est ensuite condamné par une cour martiale à une peine de prison de plusieurs années dans une forteresse. Cependant, avant l'expiration de sa peine, il est gracié et agrégé le 29 juillet au 29e régiment d'infanterie par décret du cabinet daté du 26 juillet 1819. Comme il n'occupe aucun poste officiel, Brun travaille sur des suggestions d'amélioration de l'école divisionnaire de Trèves. Après le décès du directeur Johann Bachofen von Echt (de), il prend ses fonctions le 19 mai 1824 à la 16e division d'infanterie. À la mi-juin 1825, il est transféré au 10e régiment d'infanterie en tant que commandant de compagnie le plus âgé et là, il est promu major le 7 septembre 1828. Brun est directeur de l'école de la 11e division du 8 mai 1829 au 29 mars 1830 puis comme commandant du 1er bataillon au 10e régiment de Landwehr. Sept ans plus tard, il rejoint le 10e régiment d'infanterie au même titre, devient lieutenant-colonel fin mars 1840 et le 25 mars 1841 à la tête du 5e régiment d'infanterie. Le 13 janvier 1842, il est nommé commandant du régiment à Dantzig et le 7 avril 1842, il est promu colonel. Cela est suivi d'un passage en tant que commandant du 10 juin 1846 au 10 avril 1848 de la 9e brigade d'infanterie (de) à Glogau. Brun retourne ensuite à Trèves et reçoit le commandement de la 16e brigade d'infanterie. À ce poste, il devient général de division le 10 mai 1848.
À l'occasion de la répression des troubles révolutionnaires dans le Palatinat et en Bade, Brun est à la tête de la 4e division d'infanterie. Il participe aux batailles de Kirchheimbolanden, Waghäusel et Wiesenthal. Il reste à Karlsruhe pendant l'occupation de Bade. Son comportement est reconnu le 20 septembre 1849 en lui décernant l'Ordre Pour le Mérite. Brun reçoit la Grand-Croix de l'ordre du Lion de Zaeringen des mains du Grand-duc Léopold. Après son retour à la paix, il est brièvement commandant de la 15e brigade d'infanterie, devient le 4 novembre 1851 commandant de la 13e division d'infanterie à Münster et le 23 mars 1852 lieutenant-général. En 1855, Brun célèbre son 50e anniversaire de service et prend sa retraite le 2 avril 1857 pour des raisons de santé, étant donné le titre de général d'infanterie. Le 30 juin 1857, à l'occasion de l'anniversaire de la bataille de Kuppenheim, le roi Frédéric-Guillaume IV lui décerne l'ordre de l'Aigle rouge de première classe avec feuilles de chêne.

### Famille
Brun est marié avec Henriette August Karoline Riemann (1798-1833). Après sa mort, il épouse Mathilde Schulze (1812-1887). Le mariage donne naissance aux enfants suivants :
- Karoline (née en 1821) mariée en 1864 avec William von Nordenflycht (de) (1815–1866)
- Hermine (1823-1862) mariée en 1846 avec William von Nordenflycht
- August (de) (1824-1905), général de division prussien
- Claudia mariée avec l'archidiacre Hergesell
- Lucie, infirmière, reçoit l'ordre de Louise de 1re classe en 1866 pour son travail pendant la guerre austro-prussienne
- Hugo (né en 1839)
- Ida (née en 1840)
- Arthur (de) (1845-1938), général d'infanterie prussien
- Clara (1846-1887)